# Orlando Salido
Orlando Salido est un boxeur mexicain né le 16 novembre 1980 à Ciudad Obregón.

## Carrière
Après 3 échecs successifs dans son conquête du titre mondial des poids plumes en 2004 contre Juan Manuel Márquez, en 2006 contre Robert Guerrero (d'abord déclaré vainqueur, il est testé positif aux stéroïdes à l'issue du combat) et en 2008 contre Cristóbal Cruz, il s'empare finalement de la ceinture IBF le 15 mai 2010 en battant aux points Cruz par décision partagée lors du combat revanche.
Le 11 septembre 2010, Salido affronte Yuriorkis Gamboa pour un combat de réunification des ceintures IBF et WBA. La veille, lors de la pesée, il ne peut satisfaire à la limite de poids autorisée et doit abandonner sa ceinture. Il s'incline finalement aux points à l'unanimité des 3 juges.
Le 16 avril 2011, il s'impose à la surprise générale face à Juan Manuel López par arrêt de l'arbitre au 8e round après avoir envoyé le boxeur panaméen à terre au 5e round sur un enchaînement direct du gauche, crochet du droit et remporte ainsi le titre WBO de la catégorie en faisant subir à son adversaire sa première défaite dans les rangs professionnels.
Salido conserve son titre le 23 juillet 2011 contre Kenichi Yamaguchi par arrêt de l'arbitre au 11e round puis stoppe une seconde fois Lopez au 10e round le 10 mars 2012. Il est en revanche battu le 19 janvier 2013 par l'américain Miguel Ángel García aux points par décision technique rendue après le 8e round à la suite d'un choc de têtes involontaire (le mexicain ayant été au tapis deux fois au premier round et une fois au 3e et au 4e).
García ayant été contraint de céder son titre lors de son combat suivant pour ne pas avoir respecté la limite de poids autorisé, le titre WBO des poids plumes est alors déclaré vacant et remis en jeu entre Salido et le portoricain Orlando Cruz le 14 octobre 2013. Le boxeur mexicain redevient champion du monde en battant Cruz par arrêt de l’arbitre au 7e round. Il le perd sur tapis vert le 28 février 2014 pour ne pas avoir respecté la limite de poids autorisée à la veille de son combat contre l'ukrainien Vasyl Lomachenko, combat qu'il remportera malgré tout aux points. 
Salido obtient par la suite une nouvelle chance de remporter un titre mondial en affrontant le 11 avril 2015 le portoricain Román Martínez pour le gain de la ceinture vacante de champion WBO des poids super-plumes. Le combat va au terme des 12 reprises même si le mexicain est compté 2 fois par l'arbitre. Martinez est finalement déclaré vainqueur à l'unanimité des juges puis conservera son titre lors du combat revanche le 12 septembre 2015 malgré un match nul.